# جيريمي فيبس
جيريمي فيبس (بالإنجليزية: Jeremy Phipps)‏ هو ضابط بريطاني، ولد في 30 يونيو 1942.